# Suchaja Padina
Suchaja Padina (ros. Сухая Падина) – chutor w Rosji, w Kraju Stawropolskim, w rejonie mineralnowodzkim. W 2010 liczył 344 mieszkańców.